# Nazaré (telenovela)
Nazaré é uma telenovela portuguesa produzida pela SP Televisão que foi exibida pela SIC de 9 de setembro de 2019 a 8 de janeiro de 2021, substituindo Alma e Coração e sendo substituída por Amor Amor. É a "26.ª novela" do canal.
Escrita por Sandra Santos, conta com a colaboração de Ana Lúcia Carvalho, Andreia Vicente Martins, Joana Andrade, Rúben R. Gomes, Sandra Zigue Machado, Melissa Lyra, Pedro Barbosa da Silva e Pedro Cavaleiro como guionistas, a direção de Jorge Cardoso, a direção de atores de Inês Rosado, a direção de produção de Pedro Maria Lebre e a realização de Duarte Teixeira, Iva Areias, Jorge Cardoso e Rodrigo Duvens Pinto. As colaborações de Ana Lúcia Carvalho, Rúben R. Gomes, Sandra Zigue Machado e Melissa Lyra como guionistas foram substituídas na segunda temporada pelos guionistas Alexandre Castro e Joana Andrade.
Conta com as atuações de Carolina Loureiro, José Mata, Afonso Pimentel, Albano Jerónimo, Sandra Barata Belo e Filipa Areosa no elenco principal. Tiago Teotónio Pereira e Manuela Couto juntaram-se ao elenco na 2.ª temporada.

## Resumo
| Temporada | Temporada      | Episódios | Episódios             | Originalmente exibido  | Originalmente exibido  |
| Temporada | Temporada      | Episódios | Episódios             | Estreia da temporada   | Final da temporada     |
| --------- | -------------- | --------- | --------------------- | ---------------------- | ---------------------- |
|           | 1              | 211       | 96                    | 9 de setembro de 2019  | 24 de janeiro de 2020  |
| 115       | 1              | 211       | 27 de janeiro de 2020 | 5 de julho de 2020     |                        |
|           | 2              | 123       | 123                   | 12 de julho de 2020    | 8 de janeiro de 2021   |
|           | Especial Natal | 3         | 3                     | 21 de dezembro de 2020 | 23 de dezembro de 2020 |

### 1.ª temporada

#### 1.ª fase
Nazaré para salvar a mãe, é obrigada a trair Duarte, um playboy filho de um magnata da indústria de móveis. Sempre teve tudo o que quis e o melhor que o dinheiro pode comprar. Adora carros velozes, mulheres e nunca trabalhou.
Nazaré é a única filha de Matilde. O pai, Joaquim, deixou-as quando Nazaré ainda era pequena. Desse tempo ficaram as memórias das sucessivas depressões da mãe, que nunca se conformou.
Anos depois, foi diagnosticado em Matilde um tumor no cérebro e Nazaré é a única que cuida dela. Só se têm uma à outra. A família mais pequena do mundo. A única coisa que sabe sobre o pai é que cometeu um homicídio, fugiu e deixou a mãe no desespero.
Nazaré só pensa em fazer tudo o que for preciso para salvar a mãe. As suas muitas pesquisas levam-na a um médico-cirurgião londrino, que já teve sucesso em casos parecidos com o da mãe, um médico tão eficaz como caro.
Glória, é dona de um restaurante. Ela tem dois filhos, Matias e Toni. Ambos ajudam a mãe no negócio de família, mas dedicam-se também a assuntos obscuros.
Matias namora com Patrícia, mas é secretamente apaixonado por Nazaré. Ela está a assaltar a Quinta dos Blanco juntamente com o namorado, depois de ele a convencer de que o fogo anda longe. Mas o vento faz com que o incêndio mude bruscamente de direção e os encurrale. No meio do pânico, os dois separam-se, e é aí que Nazaré encontra Duarte e tira-o do inferno.
A aliança de sobrevivência que os dois forjam naquela noite transforma-os em heróis, fazendo com que surjam sentimentos intensos.
Mas tudo acaba tão repentinamente como começa. Duarte fica ferido e é levado para o hospital, onde permanece inconsciente.
Uma troca de dados faz com que seja dado como morto. Para Félix e Verónica é tempo de festejar e ficar com o espólio dos crimes.
Mas o esquema de ambos sofre uma inesperada reviravolta, quando Duarte aparece nas cerimónias fúnebres, determinado a assumir a sua herança.
A tragédia muda-o profundamente. Não desconfia do envolvimento do tio na morte do pai e continua a confiar-lhe a vice-presidência da Atlântida, mas quer assumir a presidência e tornar-se alguém de quem António se orgulharia.
Félix fica furioso com o falhanço, mas sabe que um novo atentado levantaria suspeitas. Com medo que Nazaré tenha visto mais do que devia, procura-a.
Nessa altura, constata que ela não sabe do seu envolvimento nos incêndios e percebe que a fixação de Duarte por Nazaré pode servir os seus intentos.
Com isso em vista, o vilão faz-lhe a proposta: dá-lhe dinheiro para operar a mãe se, em troca, ela seduzir o sobrinho e aceitar fazer tudo o que ele mandar. Caso contrário, tem meios para acusar Nazaré do incêndio e da morte de algumas pessoas. Encurralada, ela cede à chantagem.
O esquema para apanhar Duarte é desenhado ao pormenor por Félix e Nazaré vai seguir o plano à risca… mas não será tão fácil como ela pensava.
Além da feroz oposição de Bárbara, namorada de Duarte, ela terá de lidar também com Toni, que, sem ela saber, foi um dos incendiários do pinhal, e Matias, que não conseguirá continuar a esconder os seus sentimentos e vai lutar com o irmão pela mesma mulher.

#### 2.ª fase
Seis meses depois do fim da 1.ª fase, surge um outro vilão na história.
Nuno Saavedra perdeu a mulher no dia do incêndio e culpa Nazaré e Toni pela tragédia. Ao mesmo tempo que se tenta vingar deles, conhece e apaixona-se por Verónica, a verdadeira responsável pelo incêndio que matou a sua mulher.
Irá Verónica finalmente pagar pelo que fez? Ou vai sair ilesa mais uma vez? E quem terá matado Félix? A resposta pode estar bem mais próxima de Nazaré e Duarte do que podem imaginar…

### 2.ª temporada
Passou um ano desde o casamento de Nazaré e Duarte. O amor entre eles está mais forte do que nunca e o gestor até já sonha em ter filhos, fazendo planos com a amada, mais relutante por ter perdido um bebé no passado.
A vida profissional também vai bem. Enquanto ele se ocupa da Atlântida com sucesso, Nazaré cria a sua própria empresa de peixe congelado, a Geliré, Congelados da Nazaré. Mas a harmonia entre o casalinho não vai durar muito mais tempo com a chegada de Rui à cidade.
Ele é o irmão mais novo de Duarte que não conhecia porque a sua mãe Natália fugiu de casa grávida para escapar a um casamento infeliz e carregado de sofrimento.
O seu regresso e de Rui, promete abalar ainda mais profundamente Duarte que, no início, sofre um acidente no mar e lhe causa algumas mudanças no humor.
Rui e Duarte não se entendem e enquanto Rui é pacato e sereno, Duarte é precisamente o oposto, mas tudo muda no momento em que o veterinário, profissão do Blanco mais novo, percebe que está completamente apaixonado pela cunhada.
E enquanto Nazaré ganha um novo apaixonado, o marido passa a ter no irmão o seu maior rival, agora que Toni se apaixonou por outra rapariga e espera um filho.
Toni acaba por cair de amores por Vânia. Divorciada, a jovem deixou a carreira de jornalista para se tornar gerente do Barbatanas, restaurante de Glória, a mãe do peixeiro que vive feliz ao lado de Ismael.
Toni, com a sua habitual lábia, conquista o coração de Vânia, que engravida dele e se encontra no oitavo mês de gestação.
Feliz, Toni não quer que a namorada faça nenhum esforço para não prejudicar o “jaquinzinho”, que é como ele chama ao filho que está prestes a nascer.
Além deste protecionismo exagerado, há outras duas coisas que fazem muita confusão a Vânia. Uma delas é estar grávida sem ter um anel de noivado, a outra é… Nazaré! Ela não entende porque Toni ainda chama a antiga namorada de “mor”.
Não é só a parte pessoal que Nazaré volta a ter virada do avesso. Como empresária, o caminho que tem de percorrer também é árduo.
No entanto, Nazaré mal conhece Alice, uma menina que perdeu os pais e está a ser criada pelo avô, um antigo pescador com vários problemas de saúde, encanta-se logo por ela.
Na verdade, revê-se na sua forma de ser traquina, intempestiva e cheia de garra. Alice também a adora, encarando-a como o seu ídolo. A neta de Josué passa a ser visita de casa de Nazaré e Duarte, que se preocupam com o futuro da menina.

## Elenco

### Elenco principal
| Ator/Atriz             | Personagem            | Temporada       | Temporada       | Temporada       |
| Ator/Atriz             | Personagem            | 1 (2019-20)     | 1 (2019-20)     | 2 (2020-21)     |
| Ator/Atriz             | Personagem            | 1.1             | 1.2             | 2 (2020-21)     |
| ---------------------- | --------------------- | --------------- | --------------- | --------------- |
| Carolina Loureiro      | Nazaré Gomes Blanco   | Principal       | Principal       | Principal       |
| José Mata              | Duarte Tavares Blanco | Principal       | Principal       | Principal       |
| Afonso Pimentel        | António «Toni» Silva  | Principal       | Principal       | Principal       |
| Albano Jerónimo        | Félix Blanco          | Principal       | Participação    | Does not appear |
| Sandra Barata Belo     | Verónica Blanco       | Principal       | Principal       | Participação    |
| Filipa Areosa          | Bárbara Soares        | Recorrente      | Principal       | Does not appear |
| Tiago Teotónio Pereira | Rui Tavares           | Does not appear | Does not appear | Principal       |
| Manuela Couto          | Natália Tavares       | Does not appear | Does not appear | Principal       |

### Elenco regular
| Ator/Atriz              | Personagem                                  | Temporada       | Temporada       | Temporada       |
| Ator/Atriz              | Personagem                                  | 1 (2019-20)     | 1 (2019-20)     | 2 (2020-21)     |
| Ator/Atriz              | Personagem                                  | 1.1             | 1.2             | 2 (2020-21)     |
| ----------------------- | ------------------------------------------- | --------------- | --------------- | --------------- |
| Rogério Samora          | Joaquim Gomes / Carlos Sampaio (nome falso) | Recorrente      | Recorrente      | Recorrente      |
| Custódia Gallego        | Matilde dos Santos Gomes                    | Recorrente      | Recorrente      | Recorrente      |
| Inês Castel-Branco      | Laura Vaz                                   | Recorrente      | Recorrente      | Does not appear |
| Rui Unas                | Heitor Carvalho                             | Recorrente      | Recorrente      | Does not appear |
| Ruy de Carvalho         | Floriano Marques                            | Recorrente      | Recorrente      | Recorrente      |
| Márcia Breia            | Ermelinda Marques                           | Recorrente      | Recorrente      | Recorrente      |
| Carlos Areia            | João Pereira                                | Recorrente      | Recorrente      | Recorrente      |
| Luísa Cruz              | Glória Silva                                | Recorrente      | Recorrente      | Recorrente      |
| Gonçalo Diniz           | Gonçalo Vaz                                 | Recorrente      | Recorrente      | Does not appear |
| Carla Andrino           | Dolores Soares                              | Recorrente      | Recorrente      | Recorrente      |
| Bárbara Norton de Matos | Sofia Carvalho                              | Recorrente      | Recorrente      | Does not appear |
| Pedro Sousa             | Matias Silva                                | Recorrente      | Recorrente      | Does not appear |
| Liliana Santos          | Cláudia Fontes                              | Recorrente      | Participação    | Does not appear |
| Tiago Aldeia            | Ismael Pinto                                | Recorrente      | Recorrente      | Recorrente      |
| Guilherme Moura         | Bernardo Maria Telles Blanco                | Recorrente      | Recorrente      | Recorrente      |
| Raquel Sampaio          | Olívia Carla Dias Pereira                   | Recorrente      | Recorrente      | Recorrente      |
| Joana Aguiar            | Érica Telles Blanco                         | Recorrente      | Recorrente      | Recorrente      |
| Madalena Aragão         | Carolina «Carol» Carvalho                   | Recorrente      | Recorrente      | Does not appear |
| João Maneira            | Cristiano «Cris» Vaz                        | Recorrente      | Recorrente      | Recorrente      |
| Laura Dutra             | Ana Vaz                                     | Recorrente      | Recorrente      | Recorrente      |
| Filipe Matos            | Luís Soares                                 | Recorrente      | Recorrente      | Does not appear |
| João Diogo Ferreira     | Pipo Carvalho                               | Recorrente      | Recorrente      | Does not appear |
| António Pedro Cerdeira  | Nuno Saavedra                               | Does not appear | Participação    | Recorrente      |
| Rita Lello              | Amélia Marques                              | Does not appear | Does not appear | Recorrente      |
| Joel Branco             | Josué Moreira                               | Does not appear | Does not appear | Recorrente      |
| Oceana Basílio          | Júlia Neves                                 | Does not appear | Does not appear | Recorrente      |
| Mikaela Lupu            | Vânia Costa                                 | Does not appear | Does not appear | Recorrente      |
| Miguel Costa            | Adolfo Frisado                              | Does not appear | Does not appear | Recorrente      |
| Igor Regalla            | Gilberto «Gil» Fragoso                      | Does not appear | Does not appear | Recorrente      |
| Catarina Bonnachi       | Sónia Costa                                 | Does not appear | Does not appear | Recorrente      |
| Margarida Serrano       | Alice Moreira                               | Does not appear | Does not appear | Recorrente      |

### Participações especiais
| Ator/Atriz       | Personagem      | Temporada       | Temporada       | Temporada       |
| Ator/Atriz       | Personagem      | 1 (2019-20)     | 1 (2019-20)     | 2 (2020-21)     |
| Ator/Atriz       | Personagem      | 1.1             | 1.2             | 2 (2020-21)     |
| ---------------- | --------------- | --------------- | --------------- | --------------- |
| Virgílio Castelo | António Blanco  | Participação    | Does not appear | Does not appear |
| Aurea            | Patrícia Finote | Participação    | Does not appear | Does not appear |
| Martinho Silva   | Rogério Castro  | Participação    | Does not appear | Does not appear |
| Gonçalo Oliveira | Tiago Castro    | Participação    | Does not appear | Does not appear |
| Grace Mendes     | Isabel d'Aires  | Does not appear | Participação    | Does not appear |
| Fernando Nobre   | Roberto Neves   | Does not appear | Does not appear | Participação    |

## Produção

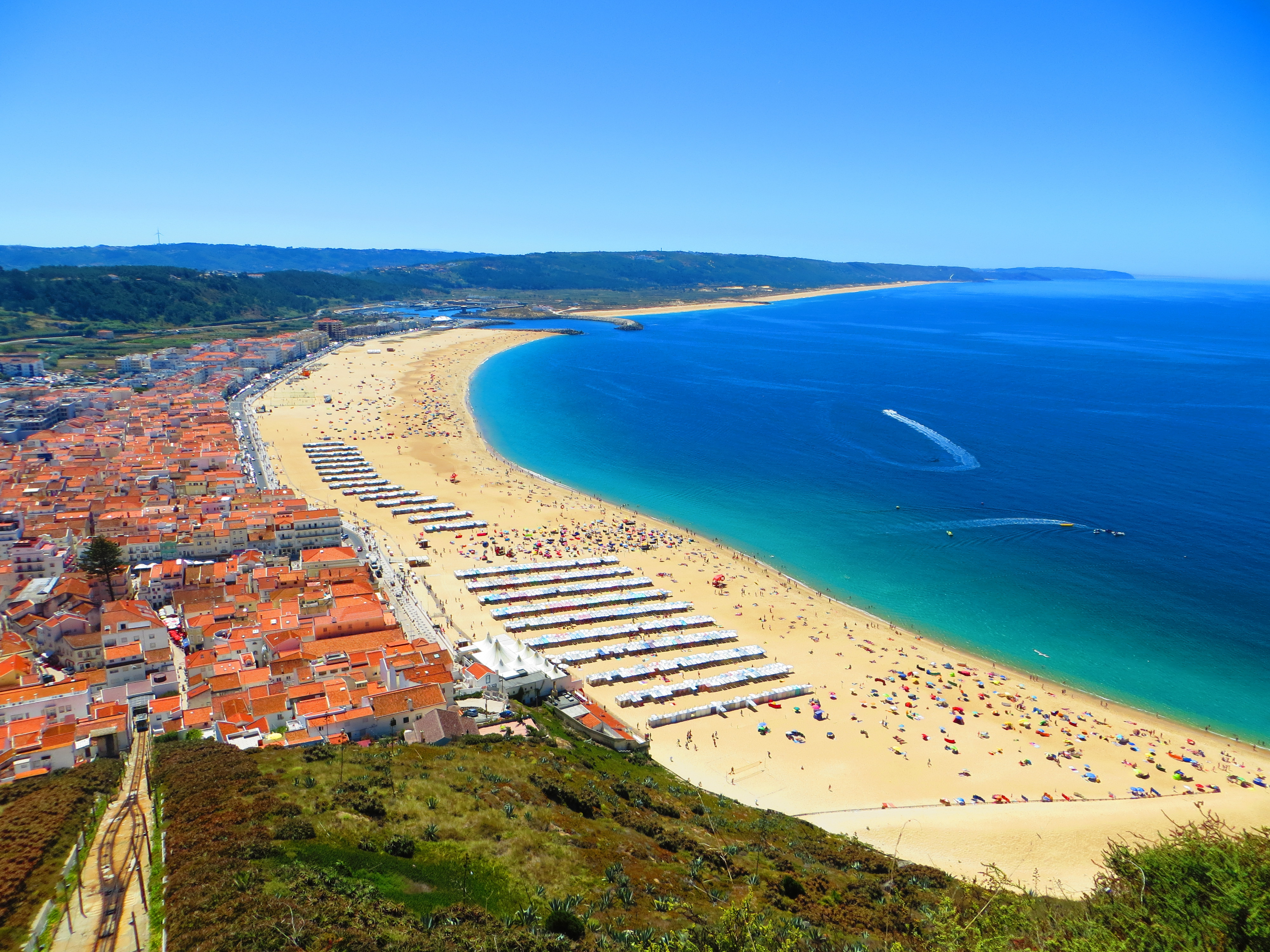
A Nazaré é utilizada como cenário para a telenovela.

Com a autoria de Sandra Santos, conforme o anúncio da novela, “Lua de Sal” e “Flor de Sal“ foram os títulos provisórios da telenovela até ter sido oficializado o título “Nazaré”.
Os trabalhos da primeira temporada começaram a 8 de abril de 2019, com gravações a decorrer na Nazaré e nos estúdios SP Televisão, tendo sido terminados a 30 de setembro do mesmo ano, com 180 de produção.
Daniel Oliveira, diretor de programação da SIC, confirmou que queria uma nova temporada da telenovela, sendo a história da nova temporada mais leve e simples. sendo anunciada como “Nazaré: A Série”, mas acabou por ser uma segunda temporada.
Os trabalhos da segunda temporada estavam previstos arrancar a 6 de abril de 2020, porém a 31 de março do mesmo ano foi anunciado que o início das gravações foram adiadas devido à crise global causada pelo novo coronavírus (COVID-19), arrancando ainda no mesmo ano, a 21 de maio, novamente na Nazaré e nos estúdios SP Televisão. Ainda antes das gravações da 2.ª temporada terminarem, foi gravado um especial de Natal da novela, que serviu de mote para o fim das gravações, oficialmente, a 21 de agosto de 2020, com 100 episódios de produção.

### Escolha do elenco
Os primeiros nomes anunciados para o elenco foram Custódia Gallego, Rui Unas e Ruy de Carvalho.
Maria João Bastos e Diogo Amaral foram anunciados como os antagonistas da telenovela, mas não chegaram a participar na novela e foram substituídos pelos atores Albano Jerónimo e Sandra Barata Belo, dando vida a Félix e Verónica.
Carolina Loureiro, José Mata e Afonso Pimentel foram revelados como protagonistas, dando vida aos respetivos papéis: Nazaré, Duarte e Toni.
Com o regresso de Carla Andrino à SIC, é revelado que a atriz iria entrar na novela.
Pedro Sousa, Rogério Samora, Inês Castel-Branco, Luísa Cruz, Filipa Areosa, Joana Aguiar, Madalena Aragão, Bárbara Norton de Matos, Gonçalo Diniz, João Maneira, Laura Dutra, Tiago Aldeia, Liliana Santos, Raquel Sampaio, Guilherme Moura, Filipe Matos e João Diogo Ferreira e ainda com as participações especiais de Virgílio Castelo, Martinho da Silva, António Pedro Cerdeira, Gonçalo Oliveira e ainda Áurea, que se estreia na ficção e nas telenovelas. Grace Mendes também consta no elenco numa participação especial com uma personagem escrita a pensar na atriz.
Quando anunciado que a continuação já estava a ser preparada pela SIC, os protagonistas Carolina Loureiro, José Mata e Afonso Pimentel foram confirmados na nova temporada, juntando-se a eles Tiago Teotónio Pereira e Manuela Couto para completar o elenco principal da nova temporada.
Os atores Custódia Gallego, Ruy de Carvalho e António Pedro Cerdeira são alguns dos atores que se confirmaram estar na nova temporada, juntamente com Sandra Barata Belo, que acabou por se afastar da nova temporada por ter bronquite asmática, para querer se resguardar devido à pandemia de COVID-19 e se encontrar grávida,, fazendo uma participação na telenovela a partir de um vídeo gravado em sua casa, assim como um clipe de voz para inserir na voz de noutra pessoa numa cena da novela.
Na nova temporada, a novela conta com os reforços de Margarida Serrano, Manuela Couto, Tiago Teotónio Pereira, Mikaela Lupu, Miguel Costa, Catarina Bonnachi e Joel Branco, Oceana Basílio, Igor Regalla, Rita Lello, Joel Branco e Fernando Nobre. Daniel Oliveira desejava que Cláudia Vieira também reforçasse a nova temporada, porém a atriz acabou por não entrar no elenco, tendo sido equacionado pela SIC e pela atriz, por ainda não ser o momento certo.
Os atores Pedro Sousa, Madalena Aragão, João Ferreira, Rui Unas, Bárbara Norton de Matos, Liliana Santos, Inês Castel-Branco e Gonçalo Diniz foram confirmados que não iriam estar na nova temporada da novela.

### Mudanças na história
Foi revelado que a nova temporada havia sofrido alterações nos respetivos guiões devido à crise global causada pelo SARS-COV-2 e que em estúdio ou em exteriores, o contacto físico entre atores seria reduzido, assim como também não existiriam retoques de maquilhagem e haveria uma redução de figuração e elenco adicional. Também foi anunciado que se iriam realizar testes à Covid-19 todos os meses. Dias mais tarde, foi revelado que iriam se realizar novos testes à Covid-19, porque o funcionário que entregou o guião aos atores da nova temporada estava infetado com o novo coronavírus.
Devido à crise global causada pelo vírus da COVID-19, a autora da telenovela fez alterações no guião, de forma a incluir a pandemia na história, passando mensagens que são importantes para a saúde e ordem públicas, como a importância do distanciamento social, a desinfeção das mãos e o uso de máscaras no Lar Terceira Onda, onde os riscos de infeção são mais elevados.

## Exibição
Originalmente, a primeira temporada de Nazaré estava planeada para estrear no segundo trimestre de 2019, assim como estava previsto ser a sucessora de Vidas Opostas e estar na 2.ª faixa de telenovelas da SIC. Porém, devido à estreia da série Golpe de Sorte, a estreia da novela foi adiada para setembro e acabou por ficar na 1.ª faixa de telenovelas da SIC, substituindo Alma e Coração.
A promoção à primeira temporada começou a 24 de julho de 2019. Um mês depois, foi revelada a data de estreia da novela, 9 de setembro. A campanha de ‘últimos episódios’ da 1.ª temporada arrancou a 15 de junho de 2020, tendo a 1.ª temporada terminado a 5 de julho do mesmo ano.
Originalmente, a segunda temporada de Nazaré estava planeada para estrear em setembro de 2020 para substituir a segunda produção de Golpe de Sorte. Porém, devido à crise global causada pelo novo coronavírus (COVID-19) acabou por substituir a primeira temporada da novela.
A promoção à segunda temporada começou a 1 de julho de 2020. Um dia depois do fim da primeira temporada, foi revelado que a nova temporada iria estrear a 12 de julho de 2020 através de um direto da conta oficial do Instagram da novela. A campanha de ‘últimos episódios’ da 2.ª temporada arrancou a 1 de dezembro de 2020, tendo a 2.ª temporada terminado a 8 de janeiro de 2021. Para acompanhar o final da novela, a SIC revelou ter preparado um especial de despedida da novela, com a presença da protagonista Carolina Loureiro, na qual os telespectadores têm a possibilidade de assistir a imagens e histórias exclusivas dos bastidores da novela.
Está a ser reposta pela SIC desde 5 de agosto de 2024, ao final da noite, substituindo a repetição dos diários do Casados à Primeira Vista (4.ª temporada).

### Transmissão na OPTO
Com o lançamento da OPTO, a plataforma de streaming da SIC, a partir de 24 de novembro de 2020, a temporada 1 da novela foi disponibilizada com os seus 180 episódios de produção, e a temporada 2 teve todos os seus episódios de exibição na SIC disponibilizados até a data de lançamento da plataforma, passando desse dia para a frente a ter antestreias com um ou vários dias de antecedência à emissão dos episódios seguintes, à exceção do último episódio que foi disponibilizado a 8 de janeiro de 2021, o mesmo dia da transmissão da SIC.

### Exibição internacional
No Brasil, a novela começou a ser exibida a 18 de maio de 2021 pela Rede Bandeirantes, substituindo a reposição de Floribella, às 20h25min. Na sua exibição, o tema de abertura original da novela foi alterado para "O Sol" de Vitor Kley. Em dezembro de 2021, a emissora anunciou que não iria exibir a segunda temporada da novela devido à estreia do programa Faustão na Band, sendo a trama finalizada a 14 de janeiro de 2022, com 174 episódios.
| País   | Canal             | Título adaptado | Temporadas | Estreia              | Final                 |
| ------ | ----------------- | --------------- | ---------- | -------------------- | --------------------- |
| Egito  | MBC+ DRAMA        | نازاري          | 1          | 10 de agosto de 2020 | 2021                  |
| Brasil | Rede Bandeirantes | Nazaré          | 1          | 18 de maio de 2021   | 14 de janeiro de 2022 |

## Projetos derivados

### CrossovercomTerra Brava
Foi revelado em dezembro de 2019 que a SIC iria fazer o primeiro crossover da ficção portuguesa, com a novela Terra Brava, também da SIC. Foi gravado a 17 de dezembro de 2019 e o encontro entre os dois mundos da ficção da SIC foi no ‘Carrossel’, décor da novela ‘Terra Brava’. Estreou a 6 de janeiro de 2020 durante a emissão de ‘Terra Brava’.
Ismael (Tiago Aldeia) e Toni (Afonso Pimentel) são as personagens de ‘Nazaré’ e Diana (Catarina Gouveia), Padre Ricardo (João Baptista), Tânia (Catarina Lima) e Tina (Luciana Abreu) são as personagens as personagens de ‘Terra Brava’ que se juntam no crossover.

### Nazaré: Especial de Natal
Foi revelado em agosto de 2020 que a SIC iria produzir um telefilme de Natal sobre a telenovela, porém a SIC decidiu dividir o telefilme em três partes e transformá-los num especial de Natal com 3 episódios. O especial da telenovela contou com Carolina Loureiro, José Mata e Afonso Pimentel nos papéis principais.
O cantor Vitor Kley foi confirmado para fazer uma participação especial no especial de Natal da novela.
O especial de Natal foi transmitido nos dias 21, 22 e 23 de dezembro.

### Lua de Mel
No âmbito do anúncio das celebrações dos 30 anos da SIC, foi revelada a existência de um spin-off em formato novela que para além de contar com personagens novas e de raiz, contaria também com personagens marcantes de telenovelas anteriores do mesmo canal, intitulada com o mesmo nome da editora de Amor Amor, Lua de Mel, devido ao foco da história se encontrar na editora da novela. Vindos diretamente desta novela para a Lua de Mel, vieram Carolina Loureiro e Sandra Barata Belo nas suas respetivas personagens Nazaré e Verónica em papéis de destaque, vindo ainda também José Mata, Afonso Pimentel, Margarida Serrano e Guilherme Moura nas suas respetivas personagens Duarte, Toni, Alice e Bernardo para uma participação especial.

## Prémios e indicações
| Ano  | Prémio                              | Categoria         | Por                | Resultado | Ref.   |
| ---- | ----------------------------------- | ----------------- | ------------------ | --------- | ------ |
| 2020 | Television & Corporate Media Awards | Telenovela        | Nazaré             | Venceu    | [ 78 ] |
| 2020 | Rose d'Or                           | Melhor Telenovela | SP Televisão e SIC | Indicado  | [ 79 ] |
| 2020 | Troféus Televisão Impala            | Melhor Telenovela | Nazaré             | Venceu    | [ 80 ] |
| 2021 | Troféus Televisão Impala            | Melhor Telenovela | Nazaré             | Venceu    | [ 81 ] |

## Banda sonora
As músicas presentes na novela são:
- Se ao menos eu te odiasse – Luís Sequeira
- Dá um mergulho – Xutos & Pontapés
- À Minha Maneira – Xutos & Pontapés
- Amar é que é preciso – Expensive Soul
- Já não sei quem sou – VIA, Miguel Araújo
- Tell me Baby – April Ivy
- Anda estragar-me os planos – Salvador Sobral
- Estrela do mar – Jorge Palma
- Teu Olhar – Matias Damásio
- Passo a tratar-me por tu – Ana Bacalhau
- Anda por aí um bicho – Anaquim
- Deixa ser – David Fonseca, Márcia
- Espelho – NBC, Sir Scratch
- Para longe – Anjos
- O fado lelé – Fado Lelé
- Fadinho da comida – Tonicha
- O fado dos cheirinhos – Carlos do Carmo
- Louca por ti – Micaela
- O Peixe - Quim Barreiros
- Pimpa Pimba – Emanuel
- Next to me – Imagine Dragons
- My strange addiction – Billie Eilish
- Menina Solta – Giulia Be
- Tempo – Anjos

## Audiências
Foi a terceira novela mais vista de sempre da SIC, perdendo para Dancin' Days e Mar Salgado, garantindo a liderança no seu período de exibição (2019-2021). Calculando a média ponderada das duas temporadas, “Nazaré” terminou com uma média final de 14.2 de audiência e 26.9% de share, o que corresponde a 1 milhão 348 mil espectadores.

### 1.ª temporada
“Nazaré” estreou a 9 de setembro de 2019 com 15.6 de audiência e 29.9% de share, com cerca de 1 milhão e 476 mil espectadores, na liderança, com um pico de 16.9 de audiência e 32.3% de share, sendo o segundo programa mais visto do dia.
No segundo episódio da 1.ª temporada, a trama de Sandra Santos rendeu à SIC uma audiência média de 14.4 de rating e 28.1% de quota média de mercado, com 1 milhão e 366 mil espectadores, deixando a concorrência de “Amar Depois de Amar” a cerca de 600 mil espectadores. No seu melhor momento, já a caminho do fim, “Nazaré” dava à SIC um resultado de 15.6 de rating e 30.0% de share.
No terceiro episódio da 1.ª temporada, a telenovela bateu um recorde de share alcançando 14.8 de rating e 30.7% de share, com um pico de 16.1 / 34.9%.
O crossover que cruzou "Nazaré" e "Terra Brava" estreou a 6 de janeiro de 2020 com 14.8 de rating e 28.8% de share, alcançando 1 milhão e 400 mil espectadores, durante a emissão de "Nazaré". Durante a emissão de "Terra Brava" registou 12.2 de rating e 29.8% de share, alcançando 1 milhão e 158 mil espectadores.
A 18 de novembro de 2019, a 1.ª temporada de "Nazaré" bate seu 1º recorde de rating alcançando 16.1 de rating e 31.2% de share com 1 milhão e 521 mil espectadores. Com um pico de 17.0 / 33.7%. Até essa data, esse tinha sido o episódio mais visto desde o final de Amor Maior (2017).
A 19 de novembro de 2019, a 1.ª temporada de "Nazaré" bate seu recorde de rating alcançando 16.2 de rating e 30.8% de share, com 1 milhão e 536 mil espectadores. O pico foi de 17.0 / 31.8%.
A 25 de março de 2020, a 1.ª temporada de "Nazaré" bate seu recorde de rating alcançando 16.3 de rating e 27.4% de share, com 1 milhão e 544 mil espectadores. Teve um pico de 17.0 / 28.5%.
A 26 de março de 2020, a 1.ª temporada de "Nazaré" manteve seu recorde de rating alcançando 16.3 de rating e 27.7% de share, com 1 milhão e 541 mil espectadores. O pico foi de 17.0 / 29.6%.
A 27 de março de 2020, a 1.ª temporada de "Nazaré" bateu um recorde de rating alcançando 17.1 de rating e 28.0% de share, com 1 milhão e 618 mil espectadores. Teve um pico de 17.9 / 29.1%.
A 30 de março de 2020, a 1.ª temporada de "Nazaré" bateu um recorde de rating alcançando 17.4 de rating e 28.6% de share, com 1 milhão e 646 mil espectadores. Com um pico de 18.3 / 31.2%, sendo o episódio que teve o maior pico do dia e da novela até então.
A 1 de abril de 2020, a 1.ª temporada de "Nazaré" manteve seu recorde de rating alcançando 17.4 de rating e 28.1% de share, com 1 milhão e 647 mil espectadores. Com um pico de 18.0 / 28.4%.
A 23 de abril de 2020, a 1.ª temporada de "Nazaré" bate seu recorde de rating, alcançando 17.7 de rating e 28.9% de share, com 1 milhão e 673 mil espectadores, o que acabou por ser o melhor registo da novela.
O último episódio da 1.ª temporada de “Nazaré”, exibido a 5 de julho de 2020, terminou alcançando 17.5 de audiência e 32.5% de share com cerca de 1 milhão e 652 mil espectadores, na liderança. No melhor momento, a novela chegou aos 18.9 de rating e 34.6% de share, sendo este o final mais visto de uma novela da SIC desde Mar Salgado (2015).
| Média | Média     | Episódios transmitidos | Rating | Share | Ref.    |
| ----- | --------- | ---------------------- | ------ | ----- | ------- |
| 2019  | Setembro  | 16 episódios           | 13.7   | 27.6% | [ 96 ]  |
| 2019  | Outubro   | 23 episódios           | 13.4   | 26.7% | [ 97 ]  |
| 2019  | Novembro  | 21 episódios           | 13.8   | 27.3% | [ 98 ]  |
| 2019  | Dezembro  | 19 episódios           | 13.6   | 26.8% | [ 99 ]  |
| 2020  | Janeiro   | 22 episódios           | 14.2   | 27.7% | [ 100 ] |
| 2020  | Fevereiro | 19 episódios           | 14.2   | 28.3% | [ 101 ] |
| 2020  | Março     | 22 episódios           | 15.2   | 27.5% | [ 102 ] |
| 2020  | Abril     | 22 episódios           | 16.7   | 27.6% | [ 103 ] |
| 2020  | Maio      | 21 episódios           | 16.1   | 28.4% | [ 104 ] |
| 2020  | Junho     | 22 episódios           | 15.3   | 28.0% | [ 105 ] |
| 2020  | Julho     | 4 episódios            | 17.1   | 30.8% | ...     |
| Total | Total     | 211 episódios          | 14.8   | 27.9% |         |

### 2.ª temporada
A 2.ª temporada de Nazaré estreou a 12 de julho de 2020 com 13.8 de audiência e 28.2% de share, com cerca de 1 milhão e 309 mil espectadores, na liderança, com um pico de 14.2 de audiência e 28.9% de share, sendo o programa mais visto do dia.
No segundo episódio da 2.ª temporada, a trama de Sandra Santos rendeu à SIC uma audiência média de 15.3 de rating e 29.6% de quota média de mercado, com 1 milhão e 444 mil espectadores, deixando a concorrência “Quer o Destino” a cerca de 500 mil espectadores, marcando o melhor resultado da temporada. No final do segundo episódio desta segunda temporada, Paço de Arcos chegava aos 16.3 / 33.3%.
No terceiro episódio da 2.ª temporada, a telenovela manteve seu recorde de audiência alcançando 15.3 de rating e 27.9% de share, com cerca de 1 milhão e 445 mil espectadores, com um pico de 16.1 / 30.1%.
A 15 de julho de 2020, a 2.ª temporada de "Nazaré" bateu um recorde de rating e sendo o maior da temporada, alcançando 15.5 de rating e 29.3% de share com 1 milhão e 469 mil espectadores. Teve um pico de 16.4 / 30.6%.
A 10 de agosto de 2020, a 2.ª temporada de "Nazaré" alcançou 15.1 de rating e 27.5% de share, com cerca de 1 milhão e 429 mil espectadores. Com um pico de 16.8 / 31.5%.
A 9 de outubro de 2020, a 2.ª temporada de "Nazaré" teve o episódio de menor audiência da temporada, alcançando 12.1 de rating e 23.8% de share, com 1 milhão e 142 mil espectadores. O pico foi de 12.6 / 25.1%.
Após um percurso com audiências razoáveis, bem abaixo dos números alcançados pela temporada anterior, a segunda temporada terminou no dia 8 de janeiro de 2021, com um resultado de 15.2 de audiência média e 28.9% de share, com cerca de 1 milhão e 436 mil espectadores, liderando o seu horário. No melhor momento, a novela chegou aos 16.0 de rating e 29.6% de share.
| Média | Média    | Episódios transmitidos | Rating | Share | Ref.    |
| ----- | -------- | ---------------------- | ------ | ----- | ------- |
| 2020  | Julho    | 16 episódios           | 14.4   | 27.7% | ...     |
| 2020  | Agosto   | 21 episódios           | 14.0   | 26.5% | [ 113 ] |
| 2020  | Setembro | 22 episódios           | 13.8   | 26.4% | [ 114 ] |
| 2020  | Outubro  | 22 episódios           | 13.0   | 25.0% | [ 115 ] |
| 2020  | Novembro | 21 episódios           | 12.8   | 24.1% | [ 116 ] |
| 2020  | Dezembro | 16 episódios           | 13.3   | 24.9% | ...     |
| 2021  | Janeiro  | 5 episódios            | 13.5   | 26.6% | ...     |
| Total | Total    | 123 episódios          | 13.5   | 25.9% |         |

### Audiência no Brasil
Na estreia da novela na Band a 18 de maio de 2021, Nazaré marcou 2,2 pontos com 4,4 de pico e 3,0% de share, ficando em quarto lugar, aumentando a audiência no horário. No dia 30 de julho de 2021, Nazaré marcou 2,1 pontos. Registrou esse mesmo índice nos dias 17 de setembro, 4 de outubro e 3 de dezembro. O último capítulo de Nazaré na Band marcou 1,3 pontos. Teve média geral de 1,5 pontos, não batendo a meta estipulada de 3 pontos.